# Fiołek psi
Fiołek psi (Viola canina L.) – gatunek rośliny należący do rodziny fiołkowatych. Występuje w Azji, Europie, Afryce Północnej (Maroko) i na Grenlandii. W Polsce pospolity.

## Morfologia
PokrójBylina, często z wieloma łodygami, tworząca kępki o wysokości 3-40 cm.
ŁodygaRozgałęziona, prosta lub podnosząca się. Pod ziemią kłącze.
LiścieNie tworzy u nasady różyczki liściowej. Liście jajowate; dolne tępe, długoogonkowe, górne zaostrzone, krótkoogonkowe, skórzaste i ciemnozielone. Przylistki lancetowate, frędzlowane. Przylistki średnich liści są dwukrotnie krótsze od ich ogonków.
KwiatyNiebieskie, płatki odwrotnie jajowate. Ostroga o długości 4-8 mm jest dwa razy dłuższa od przedłużeń działek kielicha, prosta biaława lub żółtawa. Większość kwiatów jest płona i ma zredukowaną koronę. Wszystkie wyłącznie na łodydze.
OwoceTorebka tępa.

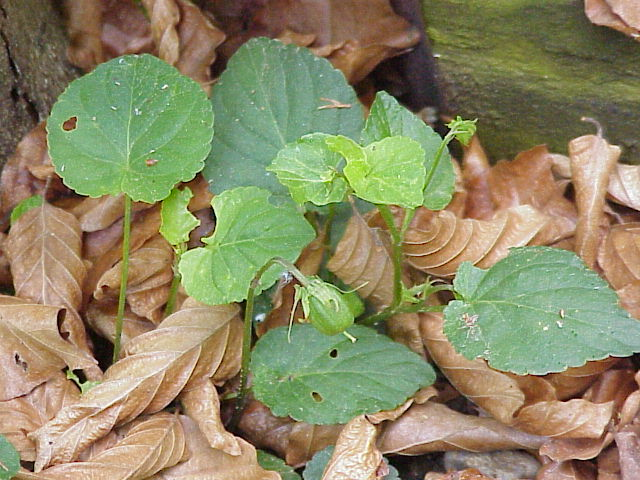
Liście i owoce
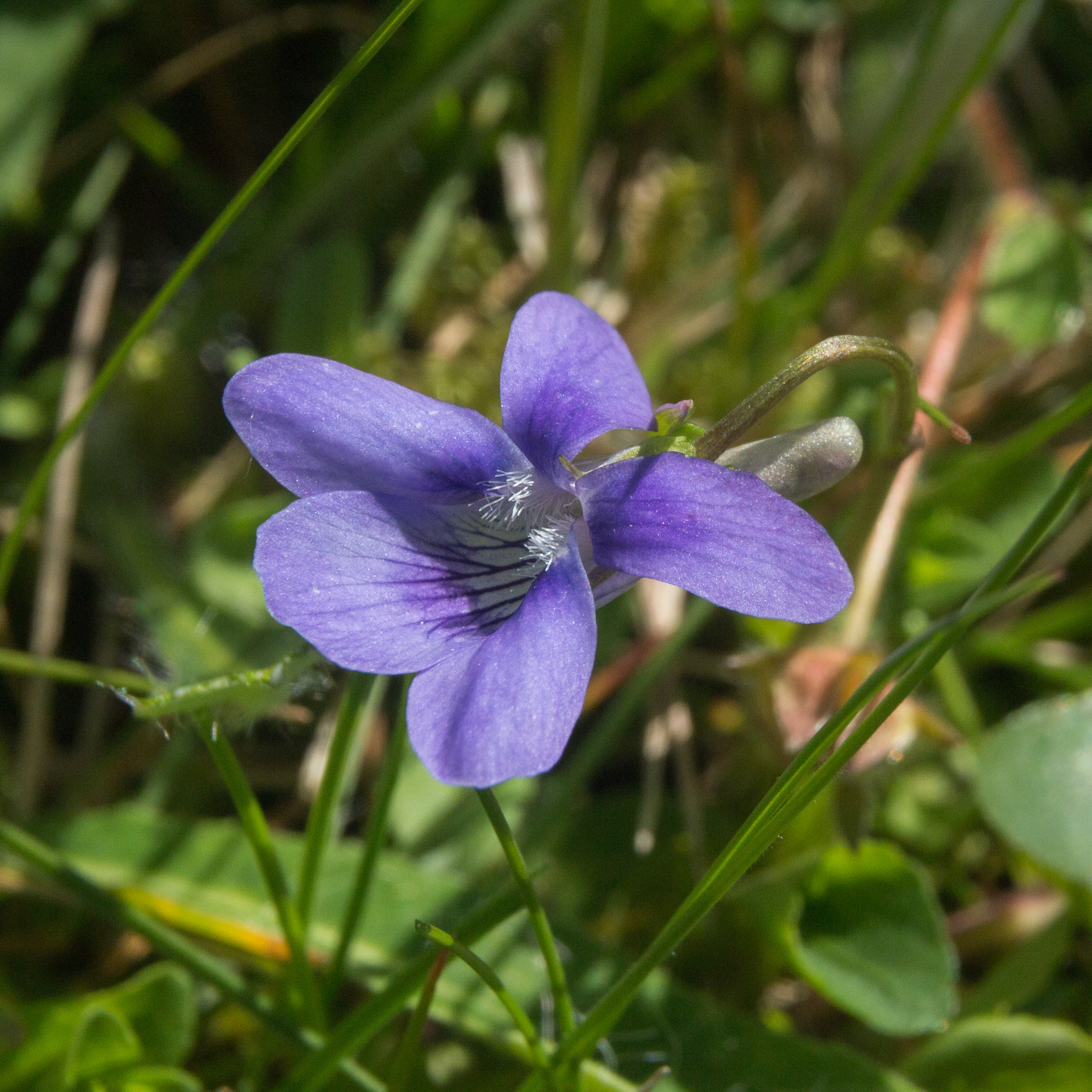
Kwiat
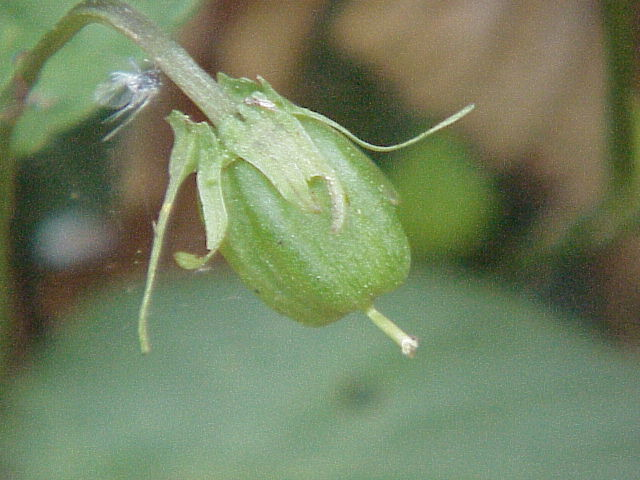
Owoc

## Biologia i ekologia
Bylina, hemikryptofit. Kwitnie od maja do czerwca. Siedlisko: lasy, zbocza, zarośla, przydroża. W klasyfikacji zbiorowisk roślinnych gatunek charakterystyczny dla Cl. Nardo-Callunetea. 

## Zmienność
Tworzy mieszańce z fiołkiem drobnym, fiołkiem leśnym, fiołkiem mokradłowym, fiołkiem Rivina, fiołkiem skalnym, fiołkiem wyniosłym. 
W obrębie tego gatunku oprócz podgatunku nominatywnego wyróżniono jeden podgatunek:
- V. canina subsp. schultzii (Billot) Kirschl. – występuje w Europie Zachodniej i Środkowej[8]

Ponadto w Polsce występuje fiołek nibypsi (Viola canina subsp. montana (L.) Hartm.), w niektórych ujęciach taksonomicznych traktowany jako odrębny gatunek. 

## Zastosowanie
- Jest uprawiany jako roślina ozdobna.
- Dawniej był używany jako roślina lecznicza. Korzeń zawiera estry kwasu salicylowego.